# Achim Zimmermann
Achim Zimmermann (* 23. Juni 1958 in Dippoldiswalde) ist ein deutscher Dirigent. Er ist seit 1989 Direktor und künstlerischer Leiter der Berliner Singakademie sowie seit 2002 künstlerischer Leiter des Bach-Chores Berlin.

## Leben
Achim Zimmermann wurde 1958 in Dippoldiswalde bei Dresden geboren. Von 1969 bis 1977 war er Mitglied des Dresdner Kreuzchors. Er studierte an der Hochschule für Musik Franz Liszt Weimar Chor- und Orchesterdirigieren. Darüber hinaus absolvierte er internationale Dirigierseminare in Deutschland, unter anderem bei Helmuth Rilling, und in den USA.
1984 wurde Achim Zimmermann Chordirektor der Suhler Philharmonie sowie Leiter der Singakademie Suhl. 1989 wählte ihn die Berliner Singakademie zum Nachfolger von Dietrich Knothe als ihren Direktor.
Achim Zimmermann unterrichtete von 1991 bis 2001 an der Hochschule für Musik „Hanns Eisler“ Berlin. Von 1993 bis 1998 hatte er dort eine Professur für Chorleitung inne.
Seit dem Jahr 2002 steht Zimmermann als Nachfolger von Hanns-Martin Schneidt, Helmuth Rilling und Karl Hochreither an der Spitze des Bach-Chores Berlin und des Bach-Collegiums, Berlin.

## Leistungen
Die Werke Johann Sebastian Bachs, Georg Friedrich Händels und insbesondere Felix Mendelssohn Bartholdys, der maßgebliche Impulse für das Entstehen von Singakademien in Deutschland setzte, stehen im Zentrum von Zimmermanns Arbeit. Großen Wert legt er auf die Chorsinfonik und die A-cappella-Literatur des 20. Jahrhunderts. Kompositionen von Arthur Honegger (Jeanne d’Arc au bûcher, Le Roi David), Bohuslav Martinů (Gilgamesch-Epos), Frank Martin (Golgotha, In Terra Pax), Benjamin Britten (War Requiem, Saint Nicolas Cantata) und Hector Berlioz (Grand Messe des Morts) hat Achim Zimmermann mit der Berliner Singakademie aufgeführt. Beachtung fand auch die Aufführung des „Polnischen Requiems“ von Krzysztof Penderecki. Zimmermanns Repertoire umfasst aber auch die Zeit der Renaissance und die Klassik. Heinrich Schütz, Claudio Monteverdi, Andrea Gabrieli auf der einen, Ludwig van Beethoven und Wolfgang Amadeus Mozart auf der anderen Seite gehören zu den Komponisten der über zweihundert Konzerte, die er bislang mit der Berliner Singakademie veranstaltet hat.
Als erstes Werk des 21. Jahrhunderts dirigierte er im Jahre 2002 die Uraufführung eines der bedeutendsten Werke von Georg Katzer, die „Medea in Korinth“ – oratorische Szenen, ein Auftragswerk der Berliner Singakademie, für das Christa und Gerhard Wolf den Roman Christa Wolfs „Medea: Stimmen“ zum Libretto für diese Bearbeitung umgeschrieben hatten. Ein weiteres Auftragswerk führte Zimmermann mit dem Chor im Juni 2014 auf: „Das Glück“ von Helmut Zapf, eine Chorfantasie für gemischten Chor, Alt-Solo und eine kleine Instrumentalbesetzung, nach der gleichnamigen Elegie von Friedrich Schiller.
Regelmäßig arbeitet Zimmermann auch an den Werken von Hanns Eisler, dessen Werkinterpretation sich die Berliner Singakademie bereits seit ihrer Gründung im Jahre 1963 widmet. Dazu gehören zahlreiche A-cappella-Chorstücke, aber auch die „Deutsche Sinfonie“ als eine der wichtigsten Eisler-Kompositionen.
Achim Zimmermann gehört zu den Dirigenten in Deutschland, die regelmäßig Bach-Kantaten aufführen. Im Januar 2002 hat er neben seiner Arbeit als Direktor der Berliner Singakademie die Leitung des Bach-Chores und des Bach-Collegiums an der Kaiser-Wilhelm-Gedächtniskirche in Berlin übernommen. Dort wird außer in der Sommerpause in 14-täglichem Rhythmus im Rahmen eines Kantaten-Gottesdienstes das Kantaten-Werk Johann Sebastian Bachs gepflegt.
Achim Zimmermann wurde 2015 mit dem Bundesverdienstkreuz am Bande ausgezeichnet.